# San Pietro in Amantea
San Pietro in Amantea es un municipio italiano situado en la provincia de Cosenza, en Calabria. Tiene una población estimada, a fines de julio de 2023, de 461 habitantes.

## Evolución demográfica
| Gráfica de evolución demográfica de San Pietro in Amantea entre 1861 y 2023 |
|                                                                             |
| Fuente: ISTAT - Elaboración gráfica de Wikipedia                            |